# St. Martin (Herrenberg)
St. Martin ist eine römisch-katholische Pfarrkirche in Herrenberg im baden-württembergischen Landkreis Böblingen. Die Kirche befindet sich im Stadtgebiet Großer Markweg in der westlichen Kernstadt. Sie hat Platz für bis zu 600 Personen. Beeindruckend ist ihre geometrische Form, ihr Wahrzeichen ist ihr pyramidenförmiger Turm. St. Martin wurde am 26. September 1971 geweiht. Schutzpatron ist der heilige Martin. 
Die Kirche gehört zur Katholischen Kirchengemeinde Herrenberg, St. Josef, St. Martin, Gut-Hirten im Dekanat Böblingen der Diözese Rottenburg-Stuttgart.